# Odumase, Lower Manya Krobo

Odumase (eller Odumase Krobo) är en ort i södra Ghana. Den är huvudort för distriktet Lower Manya Krobo, och folkmängden uppgick till 15 245 invånare vid folkräkningen 2010. Ngmayemfestivalen hålls i slutet av oktober varje år i Odumase.